# Clubul lui Mickey Mouse
Clubul lui Mickey Mouse (în engleză Mickey Mouse Clubhouse) este un serial pentru preșcolari, difuzat din mai 2006 până în noiembrie 2016, realizat de DQ Entertainment și Disney Television Animation. Serialul a avut premiera pe la 6:30 a.m. ET/PT timp pe 13 mai 2006 pe Disney Channel's Playhouse Disney bloc din Statele Unite.
Premiera în România a fost pe 19 septembrie 2009 pe Disney Channel după închiderea postului Jetix. Din 2011, a fost mutat pe Disney Junior, după ce Playhouse Disney a fost redenumit în Disney Junior. Serialul a luat sfârșit în noiembrie 2016, după 10 ani de producție. În prezent se difuzează în reluare în alte țări, și în România.

## Premisă
Mickey Mouse, Minnie Mouse, Donald Duck, Daisy Duck, Goofy și Pluto sunt personajele serialului, care de regulă se axează pe rezolvarea diferitor probleme. În orice rezolvare a unei probleme apare și câte un obstacol care îi împiedică pe Mickey și prietenii săi să rezolve problema dar Mickey trebuie doar să strige „Ooo, Toodles!” pentru a putea alege din niște „mick-unelte”, „mick-unealta” potrivită. Orice episod arată și o „mick-unealtă” secretă care va fi arătată când Mickey întreabă „Care va fi Mick-unealta secretă de azi?”